# Distrikt Ninabamba
Der Distrikt Ninabamba liegt in der Provinz Santa Cruz in der Region Cajamarca im Norden Perus. Der Distrikt wurde am 21. April 1950 gegründet. Er besitzt eine Fläche von 57,5 km². Beim Zensus 2017 wurden 2163 Einwohner gezählt. Im Jahr 1993 lag die Einwohnerzahl bei 3669, im Jahr 2007 bei 3021. Sitz der Distriktverwaltung ist die 2171 m hoch gelegene Ortschaft Ninabamba mit 293 Einwohnern (Stand 2017). Ninabamba befindet sich 17,5 km östlich der Provinzhauptstadt Santa Cruz de Succhabamba.

## Geographische Lage
Der Distrikt Ninabamba befindet sich in der peruanischen Westkordillere im Südosten der Provinz Santa Cruz. Er wird im Westen von dem nach Norden fließenden Oberlauf des Río Chancay sowie im Norden von dessen Nebenfluss Río San Juan begrenzt.
Der Distrikt Ninabamba grenzt im Süden und im Südwesten an die Distrikte Catilluc und Tongod (beide in der Provinz San Miguel), im Westen an die Distrikte Yauyucan, Andabamba und La Esperanza, im Norden an den Distrikt Uticyacu sowie im Nordosten und im Osten an den Distrikt Chugur (Provinz Hualgayoc).

## Ortschaften
Neben dem Hauptort gibt es folgende größere Ortschaften im Distrikt:
- Achiramayo
- Polulo